# باميلا زولنر
باميلا زولنر (بالألمانية: Pamela Zoellner)‏ هي متزلجة ألمانية، ولدت في 15 يناير 1977 في برلين في ألمانيا.

## وصلات خارجية
- باميلا زولنر على موقع SpeedSkatingBase.eu (الإنجليزية)
- باميلا زولنر على موقع SpeedSkatingStats.com (الإنجليزية)
- باميلا زولنر على موقع أوليمبيديا (الإنجليزية)